# Libyscher Dinar
Der Libysche Dinar (arabisch دينار ليبي, DMG Dīnār lībī) ist die Währung von Libyen. Ein Dinar ist in 1000 Dirhams (Singular: Dirham, auch Dirhem, arabisch درهم) unterteilt. Der ISO-Code ist LYD.

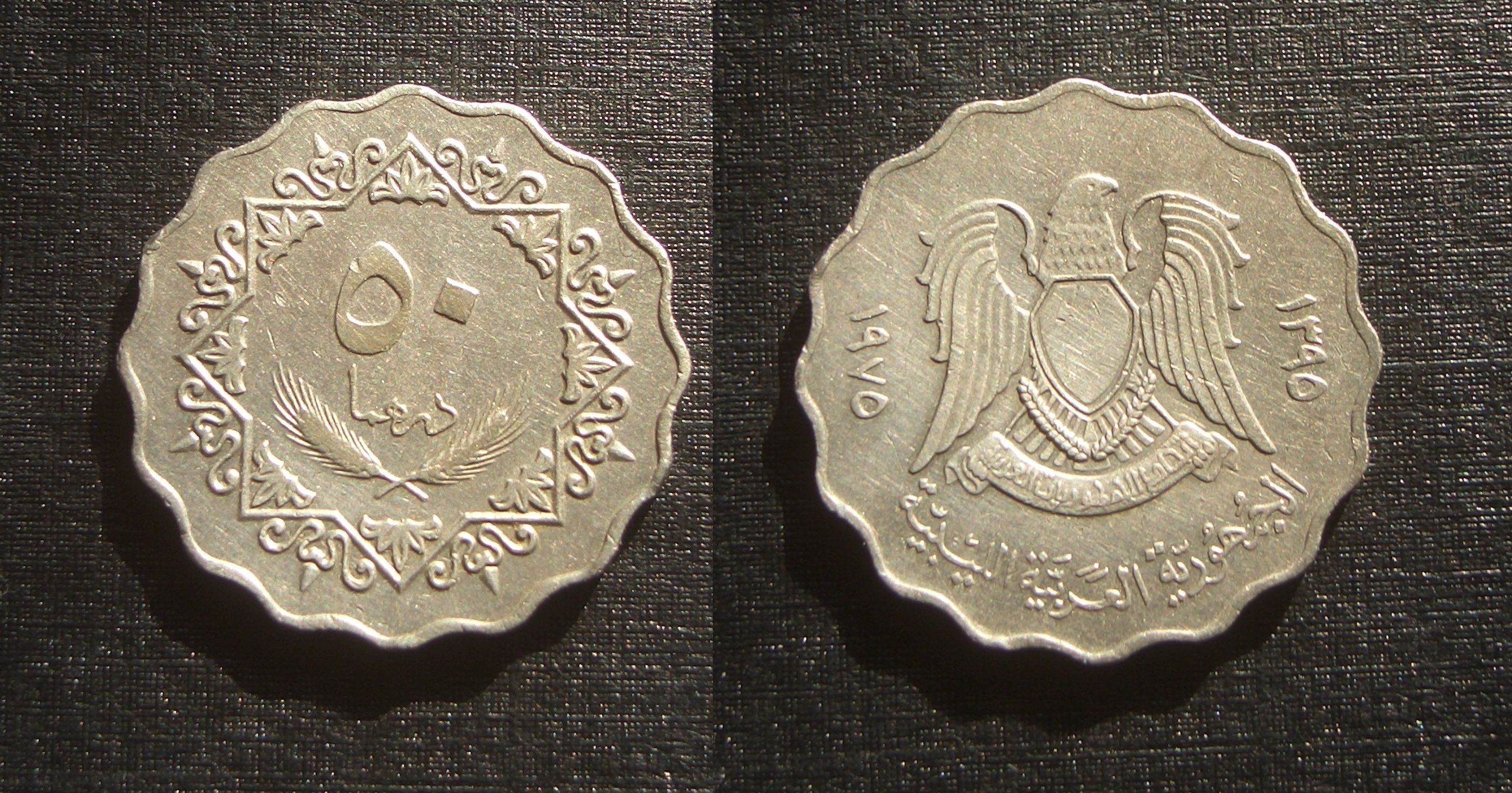
Alte 50-Dirhem-Münze von 1975

Nach der Revolution in Libyen wurde im Jahre 1971 das libysche Pfund durch den Dinar ersetzt. Die Untereinheit Millim wurde durch den Dirham ersetzt, der Piaster (entsprach 10 Millim) gestrichen.

## Münzen und Scheine
Der Dinar ist eine im gesamten arabischen Raum verbreitete Währungseinheit, die auf den römischen Denarius zurückgeht. In der libyschen Alltagssprache hat sich der Dinar jedoch nie durchgesetzt, er wird noch immer dschineh (arabisch جنيه ‚Pfund‘) genannt; auch unterteilt man den Dinar umgangssprachlich nicht in 1000 Dirham, sondern immer noch in 100 g(h)rusch (قروش, Piaster). Dies hat zur Folge, dass eine 100-Dirham-Münze als 10-Piaster-Stück bezeichnet wird. Im täglichen Gebrauch spielen die Münzen eine untergeordnete Rolle.
Im Umlauf sind Münzen im Wert von 5, 10, 20, 50, 100, 250 und 500 Dirham sowie Banknoten zu 1/4, 1/2, 1, 5, 10, 20 und (neu) 50 Dinar.
Anfang 2012 wurde begonnen, die Geldscheine, die Muammar al-Gaddafi zeigen, zu ersetzen. Bis zum 15. März 2012 wurden zunächst alle 50-Dinar-Scheine ausgetauscht, die Banknoten zu 20 Dinar und einem Dinar sollen später folgen. 2013 wurden neue Banknoten im Wert von einem, 20 und 50 Dinar gestaltet. Auf dem 1-Dinar-Schein ist eine Revolutionsszene zu sehen mit Demonstranten und einer Flagge.

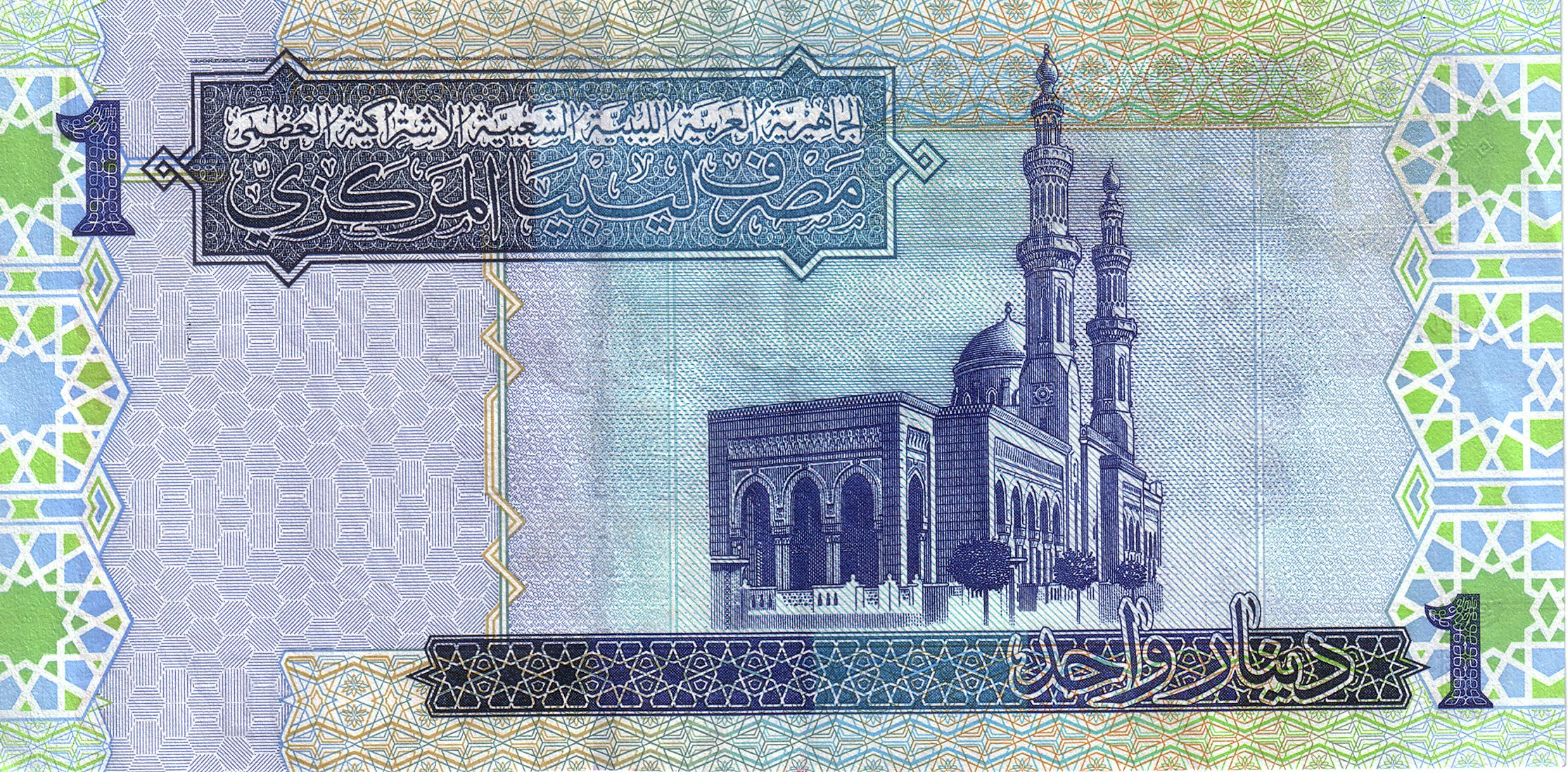
1-Dinar-Note
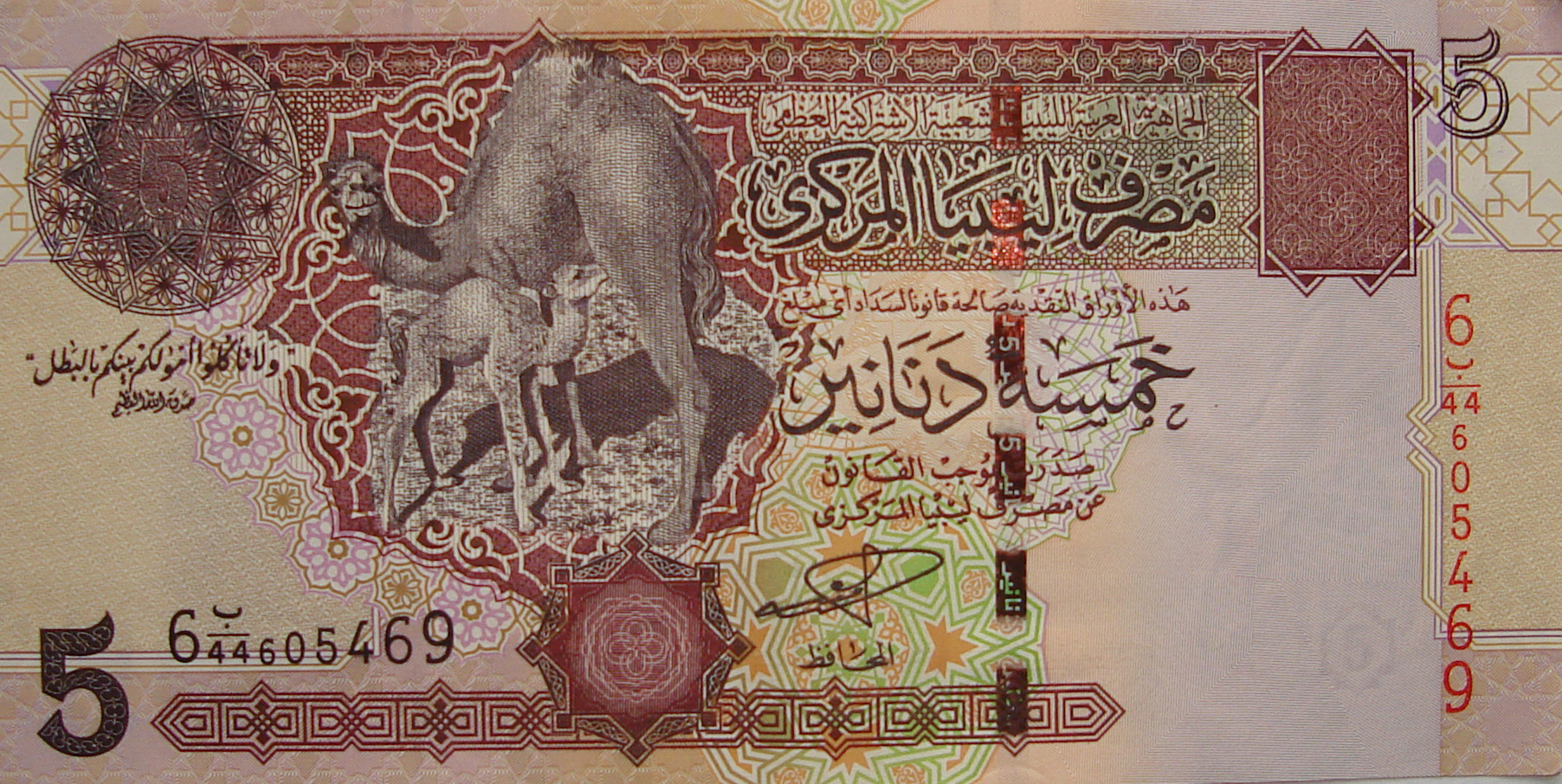
5-Dinar-Note
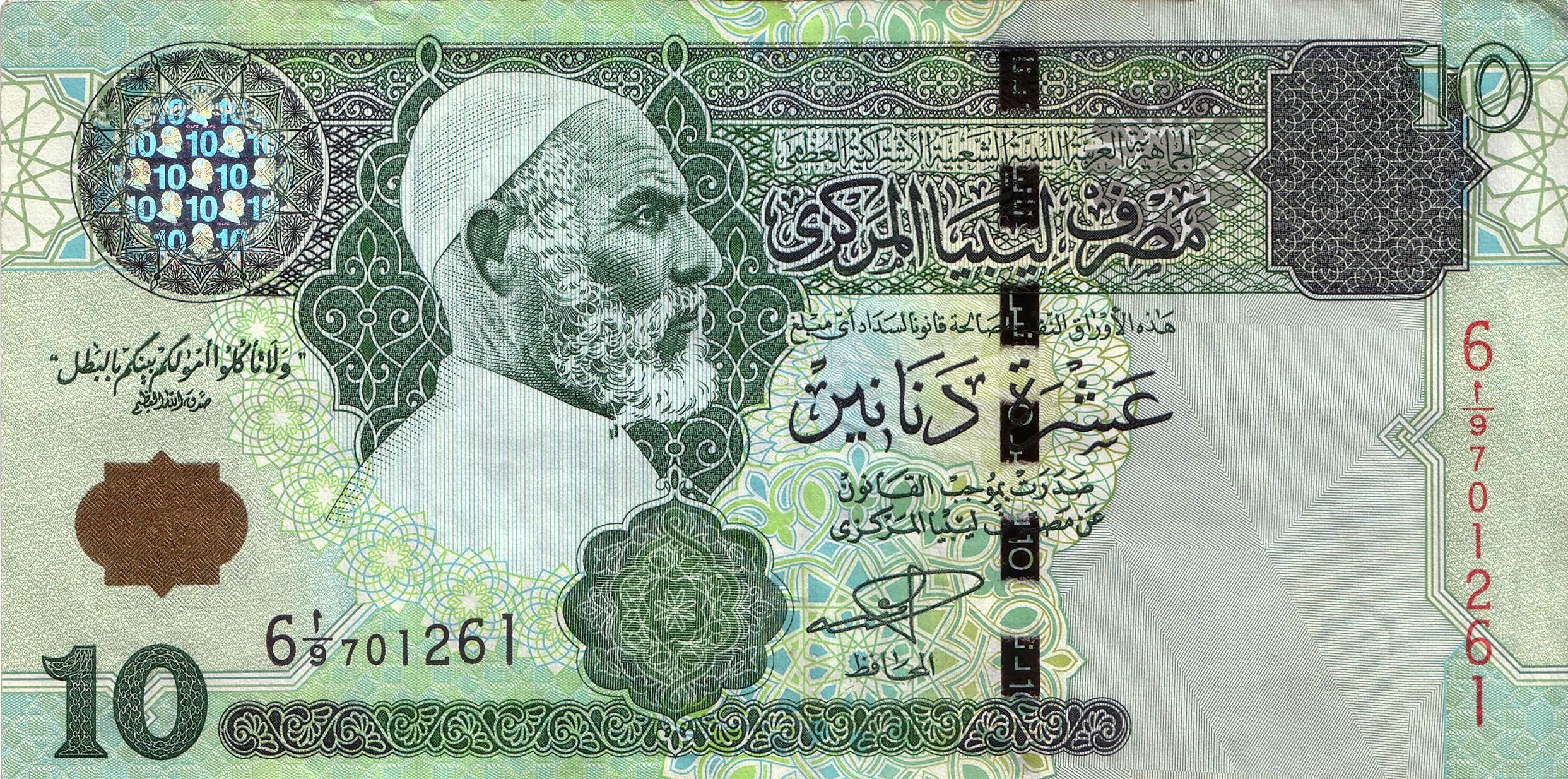
10-Dinar-Note